# 個体数推定
個体数推定（こたいすうすいてい）あるいは密度推定（みつどすいてい）は、単純にいえば生物の数を数えることであり、個体群生態学における基本的課題のひとつである。それ自体もさまざまな問題を含み、多くの研究や方法がある。

## 概説
生物の個体群を研究対象にする場合、その個体数はごく基本的な情報である。しかし、現実にそれを知ることは多くの場合そう簡単でなく、非常に困難な場合もある。この理由は、一つには野外においてはその生息環境がある程度以上連続しており、しかも解放されているから、生息範囲の把握そのものが簡単ではないこと、野外の自然は多くの場合に構造が複雑で見通しが効かないこと、個体数そのものが時間的に変動することなどが挙げられる。動物であれば移動すること、逃げ隠れすることでさらにその把握が難しくなる。したがって、多くの場合に個体数を直接知ることが難しく、なんらかの方法で推測することになる。これを個体数推定という。
これは生態学においては基本的な技術であると同時に、それ自身が古くから研究の対象とされてきた。一方では野外における個体群研究のあり方と結び付き、他方では生物統計学及び数理生態学の重要な部分を占めている。
なお、多くの生物では生息範囲が広く解放されているから、個体数そのものではなく単位面積当たりの個体数、つまり個体群密度として把握するやり方を取る場合もある。その意味で密度推定という言葉も使われる。

## 直接に数えられる場合
直接にその数を数えられるなら、その方がよい。上記のように、その数を数えるのが簡単でない場合が多いが、逆にいえば、ある条件が整っていれば、その数を数え切れる場合もある。例えばその生息範囲が非常に狭く、その場所の見通しがよければ全部数えるのはそれほど難しくない。これに相当するのは、例えば小さな島の樹木とか、身を隠すことができないほど大きい動物の場合である。
前者の例では、たとえば小笠原諸島の固有種のムニンツツジは、現在では父島の山頂部に数株を残すのみであり、そこへ行って数えれば全個体数はあっという間に数えられる。
後者の例としてジャワサイは現在50頭といわれ、最少時には1967-68年には25頭であったとされている。いずれも限られた面積に、それも少数だけが存在するからこそできることではある。大きな動物でなくても生息域の中の限られた環境に巣を作る動物の場合、非常に見通しよく個体数を数えることができる。離島に営巣するアホウドリの場合も、繁殖年齢に達した成鳥と親の世話を受けている幼鳥は、容易に全数を数えることができる。
また少々見通しが悪くても、個体識別が可能であれば、個体情報のデータを積み上げることで、個体の全数を得ることができる。霊長類の研究では個体識別を行うことで、個体間の社会的な関係を追跡するが、同時にそれによって研究対象個体群の全個体数も判明していることになる。ザトウクジラやシャチのように斑紋やプロポーションの個体差が大きなクジラでは遠くからでも個体識別が可能で、一部の個体群ではそれによって個体ごとの情報が膨大に蓄積されている。
数えるのがたやすい例の一つとして、ハンミョウの幼虫は裸地の地表に恒久的な巣穴を掘って生活するため、パッチ状に幼虫の生活に適した環境が存在する場合は巣穴をすべて数えつくせばよい。たとえばお墓の周りの裸地などにそのような生息地があり、そこでは見渡して巣穴を数えることが可能である。ただし、ある地域の個体数、となると、その地域にこのような場所がどれくらいあるか、というのが難しい問題となろう。

## 推定法
直接に数えられない場合は、推定を行うことになる。主要な方法は、大まかには以下のような方法が挙げられる。
- 区画法：コドラート法とも。生息域に一定の面積の方形枠を設定し、その内部の個体数を調べることで、全体の個体数や密度を推定する。移動性の少ないものには適している。特定の器具で、一定の体積から目的の生物を集めることができる場合、例えば採泥器やプランクトンネットを使う場合には、これを区画サンプルとして扱える。

- 除去法：ある個体群内の個体を一定の方法で採集する。捕獲をすれば個体数は少なくなるから、次に捕獲を行った場合、捕獲数が少なくなることが期待される。採集率が一定であれば、その減少の程度から個体数を推定する。繰り返して行うことで精度を上げる。また、その区域の外との出入りがほとんどない場合に適している。例えば、池の魚を網で捕らえる、といったやり方であろう。

- 時間単位捕獲法：罠のようなものを仕掛け、一定時間にとれる個体数から密度を推定する。移動の激しいものが対象となる。採集による個体数減少が無視できる場合と、無視できない場合があり、後者は除去法と同じ扱いになる。

- 移動数法：動物の移動経路がある程度分かっていて、要になる場所でその数を数えられることがある。例えば遡上する魚の数を、魚道のところで数える場合がこれに当たる。

- 標識再捕獲法：何らかの方法で個体群内の個体を採集し、それに標識をつけて再び放す。次に採集を行なった際に、標識のついた個体がある程度採取できれば、その比率から全体の個体数が推定できる。

- 間隔法：個体間の距離を測ることで、分布様式が分かれば密度の推定値を得ることができる。

いずれの方法も一長一短であるから、状況に応じてこれらのうちのどれかを選び、あるいは併用する。また、多くの場合、その回数を増やすことでその精度を上げられる可能性がある。

## 計算法
代表的でごく基本的なもののみを挙げる。
- 除去法

採集者による採集率aが常に一定であれば、ある時間tの間に採集できた個体数nとしたとき、その場所での総個体数Nであるとすれば、以下のような式が成立する。
{\displaystyle {\frac {dn}{dt}}=a(N-n)}
あるいは積分型で
{\displaystyle n=N(1-e^{-rt})}
繰り返し採集を行えば、より推定の精度は高くなる。ただし、ここではこの間に外部との出入りはなく、また区画内での増減もないものと仮定されている。実際にはそのどちらも当然あり得るから、それらを勘案した式も様々に提案されている。
- 標識再捕獲法

最も単純に考えれば、標識をつけた個体数をt、二回目の採集で得た個体数をn、その中に含まれていた標識個体の数をsとすれば、全個体数Nは
{\displaystyle N={\frac {nt}{s}}}
である。この数式を用いる方法は1894年にデンマークのペテルセンによって魚の個体数推定に、1930年にアメリカのリンカーンによって用いられ、ペテルセン法ないしリンカーン法と呼ばれる。しかし、これは標識個体が完全に全個体群内に散らばり、なおかつ個体数の増減や出入りがないというごく限られた条件でしか成立しない。そのため、ペテルセン法をベースに、様々な標識再捕獲による計算法が考案されている。

## フィールドサインによる方法
個体を捕獲できない場合、上記のような方法は取れなくなる。視認できるならばコドラート法が使えるし、何らかのサインを探して個体識別を行うことができる。しかし、捕獲どころか視認すら難しい動物もある。たとえば哺乳類の多くは人目を避ける行動をとり、個体そのものを視認することが難しい。その場合、その動物の残すフィールドサインを利用する方法もある。
森下正明と村上興正は森林内に生息するニホンカモシカの個体数推定に糞塊を利用する糞塊法を開発した。糞調査によるニホンカモシカの密度推定の論文で発表された。個体数に比例して環境に加わるが、また時間に比例してある消失率で分解されて環境から消えていくと考えられ、この両者を考慮して環境中に存在する糞塊数の変化を微分方程式で表すことができる。加入と消失が平衡状態になっていると仮定することである瞬間に環境に存在する糞塊の量を示すことができ、個体あたりの糞の排出量を飼育実験によって、また糞塊の平均寿命を実験的に求め、さらに糞塊の発見率を小地域の精査によって求めれば、調査地域全体から見出された糞塊数のデータより個体数を推定する数式が得られる。
樹上で葉を食べるチョウやガ、ハバチの幼虫に関しては、一定面積に落下する糞の量と飼育データによる個体あたりの排泄量を計測することによって、より簡単な数式で個体数推定を行える。
同様に、糞だけではなく雪の上に残される足跡を使っても、個体数推定を行うことができ、ウサギの個体数をこれで推定した研究がある。
古典的な統計的推計方法とは少々異なるが、フィールドサインから生化学的に個体識別を行い、それに基づいて個体数を推定することもできる。シカの死体の周囲に鉄条網を設置し、そこに残されたヒグマの毛から遺伝子情報を読み取り、個体識別を行うことで同じ餌場に現れるクマの個体数を求めている例がある。